# Asphyxie
Pour l'étouffement par l'inhalation d'aliments, et ses premiers secours, voir Fausse route.
Pour le film yougoslave, voir Asphyxie (film).
L’asphyxie (du grec ancien ἀσφυξία, asphyxia: arrêt du pouls) est un terme médical signifiant l'arrêt plus ou moins long de la circulation d'oxygène dans le corps. L'asphyxie de l'humain est une urgence médicale.
Sans action extérieure, l'asphyxie mène rapidement à l'inconscience puis à la mort. Une asphyxie prolongée peut également entraîner des séquelles au cerveau.
Les causes de l'asphyxie sont:
- une fausse route: l'étouffement par l'obstruction des voies respiratoires en une ingestion;
- la noyade;
- la suffocation;
- la strangulation;
- l'absorption de gaz irrespirables;
- la compression du thorax;
- le rétrécissement du larynx;
- l'absorption très importante d'alcool;
- le confinement excessif de la bouche et du nez (dans un sac plastique, dans une avalanche).
- l'asphyxie érotique.

Des problèmes durant la naissance peuvent causer l'asphyxie.